# Wiedemannia
Wiedemannia  é um gênero botânico da família Lamiaceae

## Espécies
- Wiedemannia erythrotricha
- Wiedemannia multifida
- Wiedemannia orieutalis